# Giszowiec
Giszowiec (in tedesco Gieschewald) è un quartiere di Katowice, in Polonia. Il nome del quartiere è una versione tradotta in polacco dal tedesco Gieschewald.

## Geografia fisica
Giszowiec è situato nella parte sud est della città polacca; dista dal centro circa 7 km. È circondato da due importanti vie di comunicazione: la Superstrada S1 e l'Autostrada A4.

## Storia
Il 20 giugno 1922 Gieschewald mutò il suo nome in quello attuale e iniziò a far parte della Polonia.
Durante la Seconda Guerra Mondiale, lo stabilimento produttivo principale del quartiere venne occupato dalle truppe tedesche, il 4 settembre 1939; l'occupazione tedesca resse fino al 27 gennaio 1945.
Nel 1947, dopo la Seconda Guerra Mondiale, Giszowiec venne integrato nell'area urbana di Szopienice. Nel 1960 l'area urbana, e quindi Giszowiec, venne inglobata alla città di Katowice.